# جون غورهام
جون غورهام (بالإنجليزية: John Gorham)‏ هو عسكري أمريكي، ولد في 12 ديسمبر 1709 في Yarmouth, Massachusetts ‏ في الولايات المتحدة، وتوفي في 1751 في لندن في المملكة المتحدة.